# Narodakini

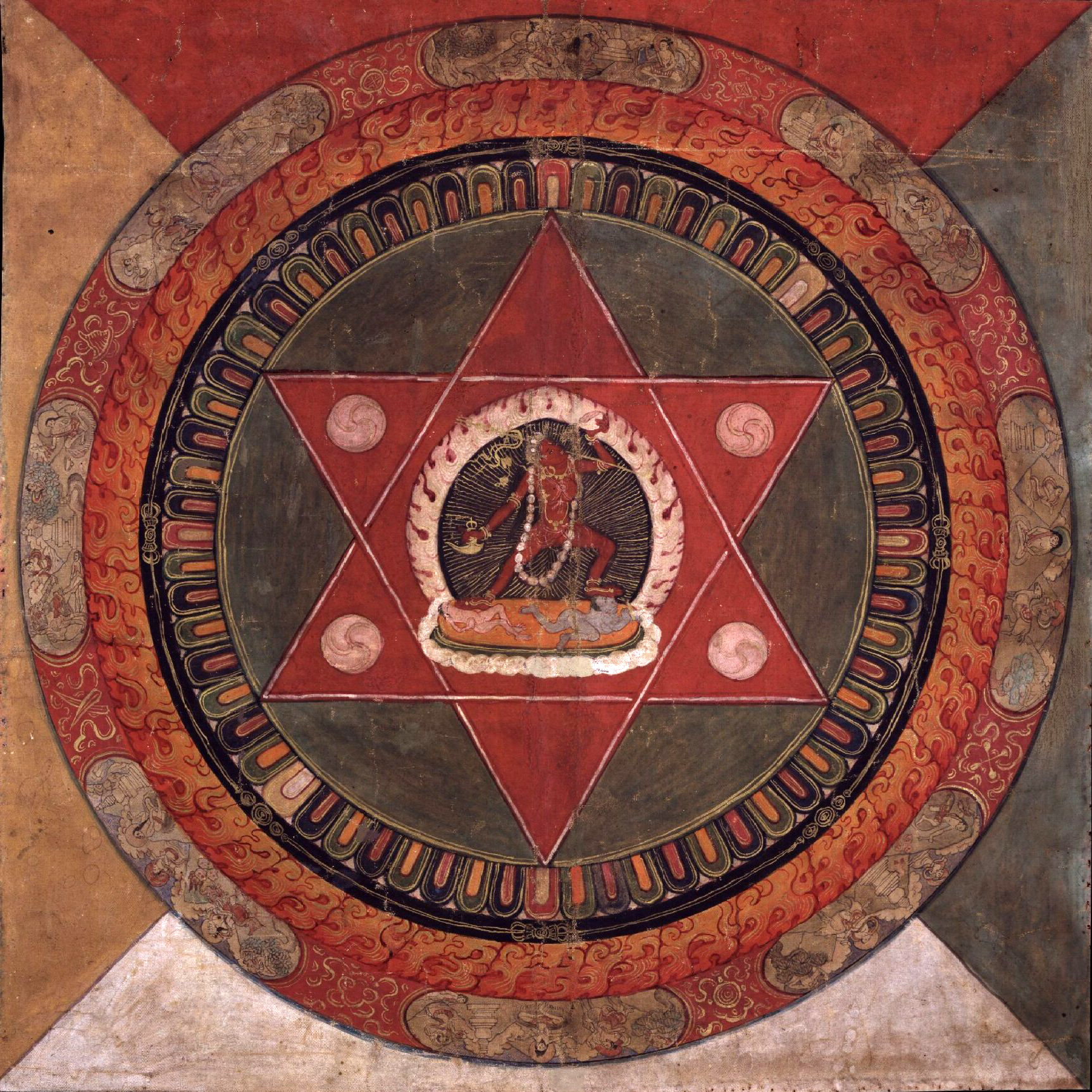
Vajrayogini (Naro Khachodma; Gelug- und Sakya-Tradition) Mandala der Naropa-Tradition, 19. Jahrhundert, Rubin Museum of Art

Narodakini (tib.: na ro mkha' spyod; auch: Sarvabuddhadakini; Naro Khachoma, Naro Khado) ist die im tibetischen Buddhismus so genannte Initiations-Dakini Naropas (1016–1100), eines bekannten buddhistischen Lehrers.
Nach buddhistischer Auffassung manifestiert sich im Augenblick der Erleuchtung die Weisheit und der Segen aller Buddhas als Narodakini. Sie ist der wichtigste Yidam Naropas und ist auch in der Gelugpa- und Sakyapa-Tradition populär.
Im tibetischen Buddhismus ist – so wie etwa in der europäischen Gotik oder der Ikonographie – die detaillierte Art der Darstellung dieser Geistwesen relevant und charakterisierend:
Narodakini ist von roter Körperfarbe, hat ein Gesicht mit einem dritten Weisheitsauge und zwei Hände. Ihren rechten Arm hat sie nach unten vom Körper fort gestreckt und hält dabei ein Haumesser, in der linken Hand hält sie eine blutgefüllte Schädelschale nach oben. Sie hat ihren Kopf leicht in den Nacken gelegt, um genüsslich aus der Schale trinken zu können. Über ihrer Schulter liegt ein mit einem Dorje gekrönter tantrischer Stab.
In der Alidha-Stellung steht sie auf Kalaratra und Bhairavi, die den Zorn und die Begierde symbolisieren. Zuweilen befindet sich in ihrem Haar ein Dharmarad oder ein Doppeldorje. Sie ist von Weisheitsflammen umgeben.